# Eupithecia balintzsolti
Eupithecia balintzsolti es una especie de polilla de la familia Geometridae. La especie fue descrita por primera vez por András Mátyás Vojnits habiendo sido descrita en 1987, con distribución en Asia. El holotipo de la especie fue descrita en Nepal, la zona llamada Palati, del distrito Sindhu, Provincia de Bagmati, a una altitud de 1200 metros (3937,0 pies).